# 1942年の全国中等学校野球大会
1942年の全国中等学校野球大会（1942ねんのぜんこくちゅうとうがっこうやきゅうたいかい）は、1942年夏に行われた中等学校野球大会。
文部省とその外郭団体である大日本学徒体育振興会主催の大日本学徒体育振興大会の中学野球部門として開催された。大会そのものの名称は、全国中等学校錬成野球大会となった。
甲子園球場で開催されたが後述の理由により、全国中等学校優勝野球大会としては行われず、同大会史上の公式な記録ではない。このため、幻の甲子園とも呼ばれる。

## 開催までの経緯
1941年に、第二次世界大戦の影響によって軍隊動員を図るために全国規模のスポーツ大会が中止が発表され、同年に開催予定の第27回全国中等学校優勝野球大会が中止となった。
翌1942年、「戦意高揚」を目的として、戦時下において文部省とその外郭団体の大日本学徒体育振興会は大日本学徒体育振興大会（だいにほんがくとたいいくしんこうたいかい）を催行することとなり、その内の中学野球が甲子園球場で開催されることが決まった。開催にあたっては、従来の大会を主催していた朝日新聞社が「大会の回数継承」と「優勝旗の使用」を申し入れたが、文部省が却下したため、全国高等学校野球選手権大会には記録されていない。その後、朝日新聞社が開催権を返上、文部省に譲渡することで合意が成立した。

### 地方大会
甲信静大会（山梨・長野・静岡）の編成や、南関東大会に東京、紀和大会に三重、東中国大会に兵庫がそれぞれ編成されるなど、この大会独自の編成による16の地方大会が行われた。なお、朝鮮と満洲では行われなかった。
- 北海道大会：北海道
- 東北大会：青森・岩手・秋田・山形・宮城・福島
- 北関東大会：茨城・栃木・群馬・埼玉
- 南関東大会：千葉・東京・神奈川
- 甲信静大会：山梨・長野・静岡
- 北陸大会：新潟・富山・石川・福井
- 東海大会：愛知・岐阜
- 京津大会：滋賀・京都

- 紀和大会：三重・奈良・和歌山
- 大阪大会：大阪
- 東中国大会：兵庫・岡山・鳥取
- 西中国大会：広島・島根・山口
- 四国大会：香川・愛媛・徳島・高知
- 北九州大会：福岡・佐賀・長崎
- 南九州大会：熊本・大分・宮崎・鹿児島・沖縄
- 台湾大会：台湾

## 大会進行
この大会では出場者には「満19歳未満」という年齢制限がつけられた。このため、真田重蔵のように代表校に所属していながら試合に出られなかった者もいる。
全国大会は8月23日に開会、決勝は8月29日に実施。順調に日程を消化し、優勝校は徳島商（四国・徳島）となった。なお、準優勝の平安中（京津・京都）は準決勝の試合が途中中止となり、翌日に準決勝と決勝を2試合連続（ダブルヘッダー）で行っている。
優勝した徳島商には一枚の賞状だけが渡されたが、その後〈智仁勇〉の3字が書かれた小さな旗が徳島に届いた。しかし、いずれも1945年の徳島大空襲で焼失した。

### 軍主導の大会進行
文部省に加えて日本軍が進行の大半を担っていたため、軍事色のかなり強い大会となった。スコアボードには「勝って兜の緒を締めよ 戦い抜こう大東亜戦」という軍事スローガンが掲げられ、ユニフォームのロゴは漢字のみを使いローマ字は禁止された。試合時、サイレンは鳴らされず、進軍ラッパが代用された。勝利校の校歌斉唱は自粛となった。
試合内容も軍事色が強められ、野球が敵性球技と見做されていた背景から、「打者は球をよけてはいけない。球に当たっても死球にならない」「原則として1チームあたりの選手数は9人とし、選手交代ならびに控え選手の起用は負傷の場合を除いて原則禁止する」という特別ルールが採用された。

## その後
優勝メンバーのなかで主将の須本憲一は、母校の徳島商業高等学校の監督として1958年の第40回全国高等学校野球選手権大会で板東英二を擁して準優勝した。また、準優勝投手・富樫淳は戦後、母校・平安高等学校の監督に就任し、1956年の第38回全国高等学校野球選手権大会で優勝を果たした。
優勝した徳島商は後に1947年の第19回選抜中等学校野球大会に於いて正式な大会としての甲子園制覇を成し遂げている。1977年には戦災で焼失した賞状の代わりとして改めて文部省から、当時の文部大臣（福田赳夫内閣）であった海部俊樹の名義にて発行された賞状と優勝盾が徳島商業高等学校に贈られている。
2010年にはNHKが戦争と平和シリーズで『幻の甲子園』と題しドキュメンタリーと再現ドラマを組み合わせた番組を放送している。

## 代表校
- 北海中（北海道）
- 仙台一中（東北・宮城）
- 水戸商（北関東・茨城）
- 京王商（南関東・東京）
- 松本商（甲信静・長野）
- 敦賀商（北陸・福井）
- 一宮中（東海・愛知）
- 平安中（京津・京都）

- 海草中（紀和・和歌山）
- 市岡中（大阪）
- 滝川中（東中国・兵庫）
- 広島商（西中国・広島）
- 徳島商（四国・徳島）
- 福岡工（北九州・福岡）
- 大分商（南九州・大分）
- 台北工（台湾）

なお、京王商と一宮中は朝日新聞主催の全国選手権大会へは未出場（一宮中は毎日新聞主催の選抜大会に出場したことがある）。

## 試合結果

### 1回戦
- 徳島商 2x - 1 京王商（延長14回）
- 水戸商 9 - 3 滝川中
- 海草中 3x - 2 台北工（延長10回）
- 福岡工 11 - 3 敦賀商
- 平安中 3 - 0 市岡中（平安の富樫投手が無安打無得点試合）
- 一宮中 7 - 2 松本商
- 広島商 10 - 2 北海中
- 仙台一中 3 - 2 大分商

### 2回戦
- 徳島商 1 - 0 水戸商
- 海草中 5 - 2 福岡工
- 平安中 2 - 0 一宮中
- 広島商 28 - 10 仙台一中

### 準決勝
- 徳島商 1 - 0 海草中
- 平安中 8 - 4 広島商

### 決勝
|        | 1 | 2 | 3 | 4 | 5 | 6 | 7 | 8 | 9 | 10 | 11 | R |
| ------ | - | - | - | - | - | - | - | - | - | -- | -- | - |
| 平安中 | 1 | 0 | 0 | 0 | 0 | 1 | 0 | 4 | 0 | 0  | 1  | 7 |
| 徳島商 | 0 | 1 | 0 | 0 | 0 | 0 | 5 | 0 | 0 | 0  | 2x | 8 |

1. （延長11回）
2. （平）：富樫、小俣、富樫 - 原田
3. （徳）：加藤 - 笹川

## 大会本塁打
- 第1号：藤野祐男（福岡工）
- 第2号：岡野悟（広島商）

## その他の主な出場選手
- 清水喜一郎（京王商）
- 貫井丞治（京王商）
- 林直明（一宮中）
- 木村保久（一宮中）
- 原田清（平安中）
- 小俣秀夫（平安中）
- 中村徳次郎（平安中）
- 辻源兵衛（海草中）
- 蔭山和夫（市岡中）

- 柴田良三（滝川中）
- 阪田清春（滝川中）
- 田端美夫（滝川中）
- 山縣富人（広島商）
- 土屋雅敬（広島商）
- 千原雅生（大分商）
- 荒巻淳（大分商）
- 関口清治（台北工）

## 関連書籍
- 早坂隆『昭和十七年の夏　幻の甲子園』（文藝春秋）
- 神田順治『高校野球の青春』（岩波ジュニア新書）
- 結踏一朗『わかれは真ん中高め』（ノンフィクションノベル、ベースボールマガジン社）
- 週刊少年マガジン36・37合併号（2005年）「幻の甲子園」（作画・寺嶋裕二）
- 佐藤光房『球児たちの復活』あすなろ社、1995年 ISBN 4-87034-074-7